# 寻找离散家属
《寻找离散家属》（：／ Isangajog-eul Chajseubnida ）是韩国放送公社（KBS）第1台于1983年6月30日至11月14日，为韩国离散家庭寻找亲属而播出的特别电视直播节目。

## 简介
1983年，为了纪念朝鲜战争停战三十周年，KBS策划了一期名为《寻找离散家属》的寻找失散亲人的节目。节目最初计划仅为90分钟，但由于观众反应强烈，KBS继续制作该节目，共计持续了138天。节目播出后，韩国各地的群众来到KBS总部前的汝矣岛广场上，搭起帐篷，张贴寻人启事。
《寻找离散家属》展现了战争与分裂之痛，通过家属的重逢缓解朝鲜半岛的紧张局势，提醒人们南北统一之重要性。节目的播出也促成了1985年9月的第一次朝韩离散家属团聚活动。
节目于1983年6月30日22:15首次播出至同年11月14日4:00结束，共直播了453小时45分。报名参加节目的申请者有100,952名，最终参与节目者有53,536名，并留下20,522份相关文件记录。节目的播出促成了10,189名离散家属与亲人重聚。

## 荣誉和评价
- 2015年10月10日，联合国教科文组织将《寻找离散家属》特别节目档案列入世界记忆名录。[4][5]
- 美国总统罗纳德·里根呼吁北韩政府加入到《寻找离散家属》这个电视节目中，允许因战争而分离的人民可以重聚。[6]

## 流行文化
- 2014年上映的韩国电影《国际市场》中有主角在《寻找离散家属》的直播中寻找失散家人的剧情。